# Jan Stypułkowski (wydawca)
Jan Stypułkowski (ur. 9 stycznia 1884 w Nieszawie, zm. 4 listopada 1939 w Buchenwaldzie) – adwokat, samorządowiec i wydawca „Kuriera Łódzkiego” i „Echa”.

## Życiorys
Jan Stypułkowski po skończonych studiach prawniczych na Uniwersytecie Warszawskim, około 1910 przyjechał do Łodzi, gdzie rozpoczął praktykę zawodową jako adwokat w kancelarii adwokackiej przy Nowym Rynku 9 (późn. plac Wolności). W 1912 założył Towarzystwo Spółdzielcze, sklep przy ul. Piotrkowskiej 100, a w 1912 zorganizował Robotnicze Stowarzyszenie Spożywcze „Wyzwolenie”. W 1913 został zastępcą członka Zarządu Łódzkiego Oddziału Warszawskiego Towarzystwa Prawniczego, które było kierowane przez Leona Gajewicza – teścia Stypułkowskiego. W 1914 założył w Łodzi Towarzystwo Spółdzielcze Budowy Tanich Domów „Granit”. W styczniu 1915 Stypułkowski związał się ze Zjednoczeniem Narodowym. W kwietniu 1915 dołączył do komisji opracowującej program i regulamin Inspektoratu Pracy. W styczniu 1917 z ramienia Zjednoczenia Narodowego, kandydując z listy Polskiego Komitetu Wyborczego, Stypułkowski został wybrany radnym Łodzi. W ramach działalności w radzie miejskiej zaangażowany był w prace Komisji Regulaminowo-Mandatowej oraz w Komisji ds. Ogólnych, w której pełnił funkcję sekretarza. Jego kadencja zakończyła się w lutym 1919 w związku z rozpisaniem nowych wyborów. W maju 1917 został sędzią pokoju VII Obwodu w Łodzi oraz sędzią śledczym w Sądzie Okręgowym. We wrześniu 1918 założył kancelarię adwokacką przy ul. Przejazd 6 (ob. ul. Juliana Tuwima 6), która działała do stycznia 1936.
W 1922 Stypułkowski kandydował bezskutecznie do Sejmu z ramienia Polskiego Centrum. W latach 1923–1927 był ponownie radnym Łodzi – został wybrany z listy Chrześcijańsko-Demokratycznego Komitetu Wyborczego Jedności Narodowej. Był wówczas członkiem Komisji Regulaminowo-Prawnej, Komitetu Budowy Szkół Powszechnych i Wydziałów Przedsiębiorstw Miejskich oraz Wodociągów i Kanalizacji. W latach 1937–1939 działał w Obozie Zjednoczenia Narodowego, będąc członkiem Prezydium Rady Okręgowej. W latach 1937–1939 był członkiem Rady Przybocznej przy Tymczasowym Prezydencie Łodzi. Był także w latach 1927–1934 radcą prawnym Towarzystwa Kredytowego Miejskiego w Łodzi.

### Działalność wydawnicza
W grudniu 1919 Stypułkowski założył spółkę wydawniczą wraz z aptekarzem i działaczem chadecji Wiktorem Groszkowskim oraz kupcem Ryszardem Pfeifferem i drukarzem Romanem Orchulskim. Odkupili oni od Stanisława Książka wydawnictwo „Kurier Łódzki” oraz drukarnię położoną przy ul. Zachodniej 37, ponadto przejęli również wydawnictwo „Straż Polska”. Łącząc oba wydawnictwa wydali 15 grudnia 1919 pierwszy numer „Kuriera Łódzkiego Ilustrowanego”, który 6 marca 1920 powrócił do tytułu „Kurier Łódzki”. W 1920 spółka została przekształcona w Towarzystwo Drukarsko-Wydawnicze (TDW), kapitał zakładowy przedsiębiorstwa wynosił zaś 350 tys. marek polskich. W grudniu 1920 TDW przeniesiono do budynku przy ul. Piotrkowskiej 11 i uruchomiono filię przy Piotrkowskiej 123. W 1923 Stypułkowski został większościowym udziałowcem przedsiębiorstwa, posiadając 65% udziałów (pozostałe posiadał Groszkowski – z czasem jednak Stypułkowski przejął firmę), a w 1925 założył firmę wydawniczą Łódzkie Echo Wieczorne, wydającą dziennik o tym samym tytule, w 1928 przemianowany na „Echo”. W styczniu 1939 wydawnictwo Stypułkowskiego zatrudniało 135 osób, w tym dziennikarzy, urzędników i drukarzy.
Redaktorami „Kuriera Łódzkiego” byli m.in. Lucjan Dąbrowski, Konrad Fiedler, Stanisław Kempner, Czesław Gumkowski, Adam Siedlecki-Kowalczewski, Marian Tarłowski, Henryk Rudnicki, Michał Walter, Janina Sawicka, Ryszard Manugiewicz i Hieronim Feja. Stypułkowski zatrudniał również: Bolesława Dudzińskiego (dział literacki), Zenona Kosidowskiego (recenzje teatralne), Władysława Kozielskiego, Stanisława Kowalskiego (dział sportowy), Aleksandra Kraśniańskiego, Władysława Ciesielskiego, Franciszka Probsta i Stanisława Rachalewskiego (sekretarz redakcji). Ponadto publikowali u niego: L. Chwalbiński, Zygmunt Wasilewski, Leon Gajewicz, a także literaci i publicyści jak m.in.: Kornel Makuszyński, Emil Zegadłowicz, Kazimierz Smogorzewski, Hieronim Wierzyński, Michał Asanka-Japołł.
W całym dwudziestoleciu międzywojennym Stypułkowski był zaangażowany w wydawanie gazet takich jak: „Kurier Łódzki”, „Echo”, „Dodatek Literacki”, „Kurier Literacko-Naukowy”, „Łódź w ilustracji”, „Wszechświat”, „W krainie mody”, „Kurier Filmowy”, „Mały Kurier”, „Kurier Rzemieślniczy”, „Ogrodnictwo Łodzi i okręgu”, „Kurier Akademicki”.
„Kurier Łódzki” był jedną z najchętniej czytanych gazet w Łodzi, osiągając w latach 20. XX w. nakłady do 40 tys. sztuk. W 1929 tę wydawaną przez TDW gazetę odznaczono na Powszechnej Wystawie Krajowej w Poznaniu srebrnym medalem i dyplomem honorowym w uznaniu jego historycznych tradycji i zasług dla kultury.

## Życie prywatne
Jan Stypułkowski był synem Feliksa Stypułkowskiego i Franciszki z domu Łęgowskiej, pochodził z rodziny wielodzietnej. W październiku 1918 ożenił się z Zofią Wandą Gajewiczówną, córką Leona Gajewicza oraz Anieli z domu Rosickiej – córki Andrzeja Rosickiego.
Został aresztowany 3 października 1939 w Łodzi, na pewno jako jeden z najbardziej znanych Łodzian, w ramach rozpoczynającej się niemieckiej akcji represyjnej skierowanej przeciwko polskiej inteligencji – Intelligenzaktion. Przez długi czas dalsze jego losy oraz miejsce i data śmierci pozostawały nieznane a w to miejsce pojawiały się różne wersje (zmarł 5 listopada 1939 w obozie przejściowym w Rawiczu lub 12 listopada 1939 w obozie przejściowym na Radogoszczu). Ostatecznie, na podstawie oryginalnych dokumentów przechowywanych w ITS (Międzynarodowym Biurze Poszukiwań) w Arolsen, wiadomo, że zmarł w KL Buchenwald 4 listopada 1939 o godz. 13:20.